# RetransMISSÃO (Remixes)
RetransMISSÃO é o sexto Álbum de estúdio do rapper cristão Pregador Luo, segundo lançado pela Universal Music Cristian Group em 4 de agosto de 2017.
O CD tem o intuito de trazer para a nova geração de fãs do Pregador, diversas faixas de sua carreira solo e também as com o grupo Apocalipse 16, remasterizadas e com uma nova roupagem. Além das 17 faixas remixes, há também a inédita "Lá Onde Eu Vou Morar" lançada como single em maio de 2017.
Foram produzidos videoclipes de algumas das músicas do CD para o canal do cantor na Vevo. Também foi realizada a gravação de um DVD  em agosto de 2018, lançado em 26 de Dezembro de 2019, com participações de Ao Cubo, Sarah, Mauro Henrique (Oficina G3), Jefte Santos, KLB, MC Rashid, Luciano Claw, Edu Porto e Gabriela Gomes.

## Faixas
1. Arrependa-se part. Luciano Claw
2. Honra
3. Marfim
4. Subindo a Montanha
5. Lázaro
6. Árvore de Bons Frutos
7. Em Tudo Está (Salmo 139)
8. Aleluia
9. Único-Incomparável
10. Lá Onde Eu Vou Morar
11. Eu Desejo
12. Muita Bênção
13. Sonhos Possíveis
14. O Rei dos Campos
15. Contei os Dias part. KLB
16. Som pro Verão
17. Quero ter um Ano Bom
18. Bum Bum Pá

## Clipes
- Lá Onde Eu Vou Morar  - direção de Vras77, gravado na Rua Direita (São Paulo).[3]
- Bum Bum Pá  - direção de Sergio Cavalieri, gravado em Miami (EUA).
- Muita Benção  - direção de Vras77. [carece de fontes?]
- O Rei Dos Campos  - lyric video por Ares Digital, em comemoração a Copa do Mundo de 2018. [4]
- Marfim - direção de Sergio Cavalieri, gravado em Nova Iorque (EUA). [5]